# Kultura tradycyjna
Kultura tradycyjna – zjawisko kulturowe, mające miejsce w społecznościach osadniczych, najczęściej o zajęciu rolniczym, wykorzystujących prymitywne narzędzia pracy, odizolowanych od wpływów kultury wysokorozwiniętej, wykazujących się małą ruchliwością przestrzenną i z reguły patriarchalnym systemem rodziny. Za narzędzia transmisji w k. t. Kazimierz Dobrowolski uważa: przekazy ustne i porady praktyczne. K. t. charakteryzują się anonimowością wytworów i ponadprzeciętnym wpływem na potęgę autorytetów (zazwyczaj są to przodkowie). Dużą rolę w rozwoju k. t. odgrywa magia i religia, za pomocą których członkowie społeczności wyjaśniają niezrozumiałe dla nich zjawiska. Kultury tradycyjne dzielą się na: klasyczne (społeczności prymitywne, nieznające pisma) i chłopskie (powstały w Europie wraz z feudalizmem). Społeczność wioskowa w k. t. ma silne poczucie więzi społecznej i odrębności wobec innych wiosek, które zgodnie z mitem wartości grupowej uważane są za gorsze.